# Christa Schroeder
Emilie Christa Schroeder (Hannoversch Münden, 19 de marzo de 1908 - Múnich, Baviera; 18 de junio de 1984) fue una de las secretarias personales y la segunda secretaria de Adolf Hitler desde 1933 hasta el fin del régimen nazi en la Segunda Guerra Mundial.

## Biografía
Christa Schroeder nació en el pequeño poblado de Hannoversch Münden, estudió secretariado en Nagold y trabajó en una firma de abogados desde 1929 hasta 1930.  Después trabajó como estenógrafa en el Oberste SA-Führung.
En 1933, acudió en respuesta de un aviso de solicitud de personal para la cancillería y fue personalmente aceptada por el mismo Hitler de una lista de 87 candidatas a pesar de no pertenecer al NSDAP, requisito básico para optar a cargos de confianza del régimen nazi. 
En 1934, Schroeder se comprometió con un diplomático yugoeslavo, Alkonic Lav; sin embargo, Hitler no aprobó la relación y esta terminó en 1941.
Fue adscrita al personal de Wolfsschanze como estenógrafa y llegó a conocer al detalle los aspectos mundanos del líder nazi.
Luego fue trasladada junto a Traudl Junge, Johanna Wolf  y Margareth Daranowski al búnker donde compartían un dormitorio común.  
Como parte del personal de confianza de Hitler, solían compartir el almuerzo con Hitler junto a las otras secretarias y los choferes.
Christa Schroeder permaneció en el búnker hasta el 22 de abril de 1945, fue enviada a Berchtesgaden junto a Johanna Wolf para destruir documentación y fue detenida por los norteamericanos en Bad Tölz. Fue interrogada y liberada bajo el grado de simpatizante del régimen en 1948.
Sostuvo una batalla legal por un libro no autorizado por ella escrito y publicado por Albert Zoller, su interrogador insaciable mientras estuvo en prisión quien escribiera un libro llamado: Hitler en privado. Vivencias de una secretaria secreta en que supuestamente las frases que aparecen como dichas por ella en esa publicación no las dijo jamás.
En 1949, Schroeder escribió un libro autobiográfico llamado Hitler era mi jefe, las memorias de la secretaria de Adolf Hitler en respuesta a la falacia supuesta de Zoller.
Falleció el 28 de junio en 1984 en Múnich.